# Хафсос, Ронни
Ронни Хафсос (норв. Ronny Hafsås; род. 14 ноября 1985, Эйд, Согн-ог-Фьюране) — норвежский биатлонист, лыжник. Чемпион мира 2004 года среди юниоров в эстафете.
В сезоне 2012/2013 годов, завершил выступление в биатлоне.

## Карьера
Дебютировал на этапах Кубка мира в сезоне 2007/08. Отличается очень высокой скоростью на лыжне. 21 ноября 2009 года в Бейтоштолене выиграл гонку на 15 км коньковым стилем в рамках первого этапа Кубка мира 2009/10 по лыжным гонкам, а 22 ноября был первым в эстафете.
В итоге на Олимпийских играх 2010 года он выступил только в «чистых» гонках.
Принял участие в соревнованиях по биатлону и лыжным гонкам в рамках зимних Всемирных военно-спортивных игр 2010 года, где выиграл «серебро» в командном зачёте биатлонного спринта.

## Кубок мира по биатлону
- 2007/08 — 42-е место
- 2008/09 — 24-е место
- 2009/10 — 65-е место